# Wojciech Dankowski
Wojciech Dankowski (auch: Adalbert Dankowski; * um 1760 in Großpolen; † um 1814) war ein polnischer Violinist, Kirchenmusiker und Komponist.

## Leben und Wirken
Wojciech Dankowski, der sich selber auf seinen frühen Kompositionen verkürzt Danek nannte, war ab 1779 Mitglied der Zisterzienserkapelle von Kloster Obra, wo er möglicherweise auch seine musikalische Ausbildung erhielt. Von 1787 bis 1790 wirkte als Kapellmeister an der Kathedrale von Gnesen. Ab 1792 war er unter Józef Elsner, erster Bratschist des Theaterorchesters von Lemberg, hier war er mindestens bis 1795 nachgewiesen. Danach war er in Posen als Musiker tätig, dies wurde in der Widmung einer inzwischen verschollenen Komposition für die dortige Kathedrale erwähnt. Laut Elsner soll er zu Beginn des 19. Jahrhunderts mit dem Verlag Breitkopf & Härtel korrespondiert haben. Seine Werke waren vor allem in Großpolen, in Krakau, Vilnius und in Kremenec (Ukraine) verbreitet.

## Werk
Zu seinem kompositorischen Schaffen zählen 39 Messen, 27 Vespern, 3 Motetten, 8 Litaneien, 5 Trauermusiken sowie 2 Sinfonien.